# Torneo de Santiago 1995
El Torneo de Santiago es un torneo de tenis que se jugó en arcilla. Se disputó en la ciudad de Santiago en las canchas de tenis del Complejo Mario Caracci Onetto, San Carlos de Apoquindo. Fue la 3.º edición oficial del torneo. Se realizó entre el 23 y el 29 de octubre.

## Campeones

### Individuales Masculino
Slava Dosedel venció a  Marcelo Ríos por 7-6 y 6-3

### Dobles Masculino
Jiří Novák /  David Rikl vencieron a  Shelby Cannon /  Francisco Montana por 6-4, 4-6 y 6-1